# Доценко Тарас Степанович
Тарас Степанович Доценко (20 грудня 1907, с. Новоселівка Оріхівського району Запорізької області — 17 березня 1970, м. Київ) — майор Червоної Армії, учасник Другої світової війни, Герой Радянського Союзу (1944).

## Біографія
Тарас Доценко народився 20 грудня 1907 року в селі Новоселівка (нині — Оріхівський район Запорізької області) в селянській родині. Після закінчення неповної середньої школи працював слюсарем заводу «Запоріжсталь». Закінчив курси удосконалення командного складу запасу. У червні 1941 року Доценко був призваний на службу в Червону Армію. З липня того ж року учасник Німецько-радянської війни. До листопада 1943 року старший лейтенант Тарас Доценко командував батальйоном 1118-го стрілецького полку 333-ї стрілецької дивізії 6-ї армії 3-го Українського фронту. Відзначився під час битви за Дніпро.
26 листопада 1943 року батальйон Доценка переправився через Дніпро в районі села Канівське Запорізького району Запорізької області і взяв активну участь у захопленні, утриманні та розширенні плацдарму, відбивши шість німецьких контратак, знищивши танк, бронемашину, п'ять гармат, а також більше 200 солдатів та офіцерів противника.
Указом Президії Верховної Ради СРСР від 22 лютого 1944 року старший лейтенант Тарас Доценко удостоєний високого звання Героя Радянського Союзу з врученням ордена Леніна та медалі «Золота Зірка».
В 1945 році у званні майора Доценко був звільнений у запас. Проживав у Києві, працював начальником автобусної станції. Помер 17 березня 1970 року.
Був також нагороджений орденами Олександра Невського та Вітчизняної війни 1-го ступенів, а також низкою медалей.